# نجلا جريصاتي خوري
نجلا جريصاتي خوري مربية وباحثة لبنانية، عملت في محو الأمية (1969-1972) وفي مجال ثقافة الأطفال، وأسست فرقة «صندوق الفرجة» للدمى وخيال الظل (1979-1999)، هي كاتبة في مجال الأطفال والشباب البالغون والتعليم، صدر لها عن دار الآداب حكايات وحكايات، حكايات شعبيّة من لبنان في جزءين.

## حياتها ونشأتها
كاتبة وباحثة في الثقافة الشعبية، من أعمالها «عدّيات وعدّيات» (2009)، و«حكايات شعبية من لبنان» (2014)، و«يا ريتني عصفور» (2015).

## مؤلفاتها
| الاسم                               | دار النشر                                                    | تاريخ النشر | عدد الصفحات | ردمك ISBN              | المصدر               |
| ----------------------------------- | ------------------------------------------------------------ | ----------- | ----------- | ---------------------- | -------------------- |
| نلعب مع اللغة                       | دار الساقي للطباعة والنشر                                    | 2018        | 160         | (ردمك 9786140320277)   | [ 4 ] [ 5 ] [ 6 ]    |
| كلمات وكلمات؛ تعابير شعبية من لبنان | دار الآداب                                                   | 2017        | 384         | (ردمك 9789953895383)   | [ 7 ] [ 8 ]          |
| صندوق حكايات                        | دار الآداب                                                   | 2016        | 343         | (ردمك 9789953895062)   | [ 9 ] [ 10 ] [ 11 ]  |
| حكايات شعبية من لبنان               | دار الآداب                                                   | 2014        | 415         | (ردمك 139789953892818) | [ 12 ] [ 13 ] [ 14 ] |
| حكايات شعبية من لبنان -الجزء الثاني | دار الآداب                                                   | 2014        | 558         | (ردمك 139789953892825) | [ 15 ] [ 16 ]        |
| يا ريتني عصفور؛ أغاني وأشعار        | دار الآداب                                                   | 2016        | 97          | (ردمك 9789953465357)   | [ 17 ] [ 18 ] [ 19 ] |
| طير يا طير                          | دار قنبز                                                     | 2013        | 48          | (ردمك 9789953465326)   | [ 20 ] [ 21 ]        |
| شجرة السماء - أشجار من بيروت        | أصالة للطباعة والنشر والتوزيع، أصالة للطباعة والنشر والتوزيع | 2011        | 110         | (ردمك 9786144024850)   | [ 22 ] [ 23 ]        |
| القطة الحكيمة - الجزء الثاني        | دار كتاب للنشر والتوزيع                                      | 2010        | 192         | (ردمك 9789953465128)   | [ 24 ]               |